# Oracle (Arizona)
Oracle es un lugar designado por el censo ubicado en el condado de Pinal en el estado estadounidense de Arizona. En el Censo de 2010 tenía una población de 3686 habitantes y una densidad poblacional de 86,75 personas por km².

## Geografía
Oracle se encuentra ubicado en las coordenadas 32°36′33″N 110°46′54″O / 32.60917, -110.78167. Según la Oficina del Censo de los Estados Unidos, Oracle tiene una superficie total de 42.49 km², de la cual 42.49 km² corresponden a tierra firme y (0%) 0 km² es agua.

## Demografía
Según el censo de 2010, había 3.686 personas residiendo en Oracle. La densidad de población era de 86,75 hab./km². De los 3.686 habitantes, Oracle estaba compuesto por el 74.17% blancos, el 0.38% eran afroamericanos, el 1.3% eran amerindios, el 0.35% eran asiáticos, el 0.35% eran isleños del Pacífico, el 18.72% eran de otras razas y el 4.72% pertenecían a dos o más razas. Del total de la población el 41.24% eran hispanos o latinos de cualquier raza.